# Тулес
Ту́лес (лат. Pluvialis squatarola) — вид птиц семейства ржанковых (Charadriidae). Выделяют три подвида. Гнездится в арктической тундре.

## Описание
Тулес достигает длины 27—31 см и массы от 165 до 395 г; размах крыльев от 71 до 83 см. Оперение взрослого самца в брачный период: нижняя сторона тела, бока шеи, бока головы и лоб чёрные, подхвостье белое, спинная сторона чёрная с резкими белыми поперечными пестринами. Самка со спины несколько буровата, а на нижней стороне её тела имеются белые отметины. Осенью у тулеса нижняя сторона тела белёсая, а верх буроватый с золотисто-жёлтыми пестринами. Короткий клюв и глаза тёмные, лапы серого цвета. Есть задний, четвёртый палец, отсутствующий у других ржанок.

### Поведение
Тулес быстро бегает, делая внезапные остановки и осматриваясь при этом по сторонам. Он хватает добычу, большей частью держащуюся открыто на поверхности почвы, а также в траве или во мху, затем бежит дальше. Водных животных он ловит с поверхности воды, достаёт со дна мелководных тундровых озерков, а на зимовках собирает морских беспозвоночных, оставшихся в лужах воды после отлива.
Голос заунывный, но довольно мелодичный: «туу-ли-туу-ли» или «тюирли». Продолжительность жизни 18 лет.

## Местообитание
Тулес одиночная птица и обитает главным образом в арктической тундре Евразии от полуострова Канин до Чукотки и в тундре Северной Америки. На побережье Центральной Европы встречается во время миграции. Зимует в Африке, Южной Азии, Австралии, Центральной и Южной Америке.

## Размножение
Половозрелость наступает в два года. Тулес — моногам. Как правило, гнездится разрозненно и держится всей семьёй на гнездовом участке, пока не подрастут птенцы. Гнездо на открытой сухой площадке в ямке, едва выстланной кусочками лишайников, веточками багульника и полярной ивы. В кладке 4 яйца от слегка розоватого до буроватого или оливкового цвета с черновато-бурыми пятнами. Самец и самка насиживают кладку в течение 23 дней, в конце периода насиживания на гнезде сидит преимущественно самка, а самец держится неподалёку от гнезда на каком-либо возвышении. Через 5-6 недель птенцы становятся самостоятельными.

## Питание
Питается червями, ракообразными, брюхоногими, моллюсками, насекомыми и их личинками, иногда семенами и ягодами.